# Kuroda Nagamasa
Kuroda Nagamasa (黒田長政, Himeji, 21 de dezembro de 1568 – 29 de agosto de 1623) foi um samurai e Daimyō do Clã Kuroda, viveu no Período Edo da história do Japão. Ele era o filho de Kuroda Yoshitaka e sucedeu seu pai na propriedade de Bizen.
Em 1577, quando Nagamasa era uma criança pequena, seu pai foi condenado como espião por Oda Nobunaga . Nagamasa foi sequestrado e quase morto como refém. Takenaka Hanbei acabou por resgatá-lo.
Depois que Oda Nobunaga foi morto no Incidente de Honnō-ji passou a servir Toyotomi Hideyoshi que levou-o para participar da invasão da Região de Chugoku.
Nagamasa serviu sob o comando de Tokugawa Ieyasu durante a Batalha de Sekigahara o que lhe valeu receber o Domínio de Fukuoka de 523000 kokus.
Nagamasa também participou da primeira campanha da Coreia (1592-1593), levando 6 000 homens.
Mais tarde, participou das campanhas de Castelo de Osaka.
| Precedido por ninguém | Daimyō de Fukuoka 1600–? | Sucedido por Kuroda Tadayuki |